# Hannah Klugman
Hannah Klugman (* 18. Februar 2009 in Wimbledon) ist eine britische Tennisspielerin.

## Karriere
Klugman spielt hauptsächlich auf Turnieren der ITF Juniors World Tennis Tour und der  ITF Women’s World Tennis Tour, bei denen sie bislang aber noch keinen Titel gewinnen konnte.
2022 spielte sie im Januar bei den Les Petits As, wo sie im Einzel das Finale erreichte, dort aber gegen  Julia Stusek mit 3:6 und 3:6 verlor. Im Juni erhielt sie eine Wildcard für die Juniorinnenwettbewerbe in Wimbledon. Im Juniorinneneinzel verlor sie bereits in der ersten Runde gegen Li Yu-yun mit 3:6 und 1:6. Im Juniorinnendoppel erreichte sie mit ihrer Partnerin Hephzibah Oluwadare das Viertelfinale.
2023 erreichte sie im Mai als Qualifikantin das Hauptfeld im Juniorinneneinzel der French Open, wo sie mit einem 6:2 und 6:0 über Amélie Šmejkalová in die zweite Runde einzog, dort aber gegen Clervie Ngounoue mit 6:75 und 5:7 verlor. Im Juniorinnendoppel erreichte sie mit Partnerin Emerson Jones mit einem Walkover die zweite Runde, wo die beiden dann aber gegen Alena Kovacková und Laura Samsonová mit 5:7, 6:4 und [3:10] verloren. Im Juni erhielt sie eine Wildcard für die Qualifikation zum Hauptfeld im Dameneinzel der Wimbledon Championships.
Im Oktober 2023 erreichte sie nach Qualifikationssiegen über Aneta Laboutková und Pemra Özgen das Hauptfeld des W100 Shrewsbury 2023. Sie wurde damit zur jüngsten Spielerin in der Geschichte der ITF, der es gelang sich für ein W100 Turnier zu qualifizieren.
Im Juni 2025 erreichte Klugman ihren bisher größten Erfolg im Juniorinneneinzel der French Open, bei dem die 16-Jährige das Finale erreichte und erst in diesem der Österreichern Lilli Tagger mit 2:6 und 0:6 unterlag.